# Emil Rameau
Emil Rameau (né Emil Pulvermacher le 13 août 1878 à Berlin, Empire allemand; mort le 9 septembre 1957 à Berlin, Allemagne de l'Ouest) est un acteur et un metteur en scène allemand.

## Filmographie partielle
- 1916 : Das wandernde Licht de Robert Wiene
- 1916 : Das Leben ein Traum de Robert Wiene
- 1918 : Les Yeux de la momie d'Ernst Lubitsch
- 1941 : Shanghaï (The Shanghai Gesture) de Josef von Sternberg
- 1944 : Greenwich Village de Walter Lang
- 1947 : Désirs de bonheur de Robert Siodmak
- 1949 : The Lady Takes a Sailor de Michael Curtiz
- 1949 : La Bataille des sables (Sword in the Desert) de George Sherman